# مزرعة تاكش
مزرعة تاكش (بالفارسية: مزرعه تاكش) هي منطقة سكنية تقع في فارس في إيران.